# Troupe de Molière
Pour les articles homonymes, voir Troupe.

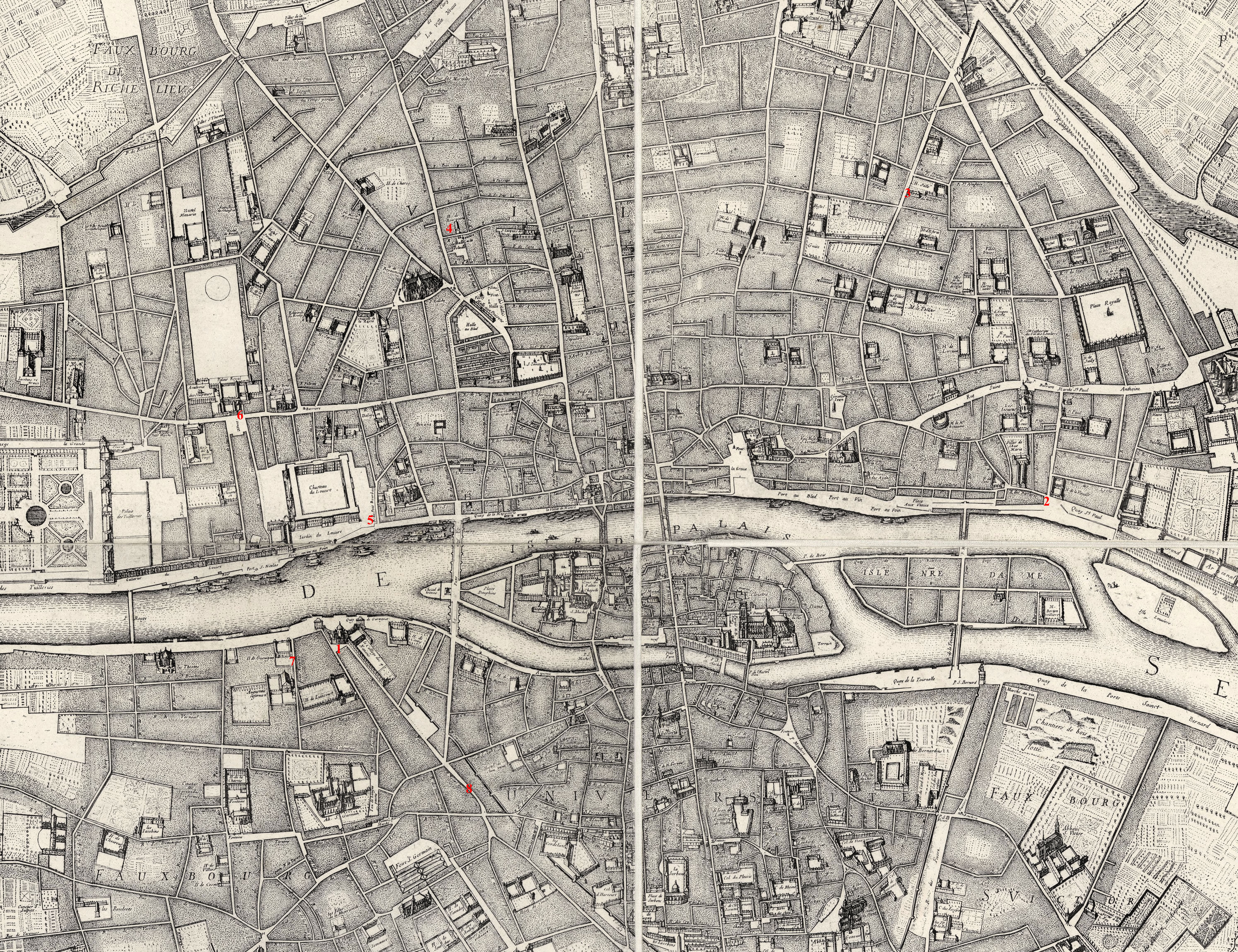
Les salles de théâtre parisiennes au XVIIe siècle (plan de Jouvin de Rochefort, 1672). 1. Emplacement du jeu de paume des Métayers. 2. Emplacement du jeu de paume de la Croix noire. 3. Théâtre du Marais. 4. Hôtel de Bourgogne. 5. Emplacement du Petit-Bourbon. 6. Salle du Palais-Royal. 7. Hôtel Guénégaud. 8. Comédie-Française.

L’habitude s’est prise dès la fin du XVIIe siècle chez les historiens d’appeler troupe de Molière, par commodité, l'ensemble des comédiens et comédiennes qui, entre 1646 et 1673, et parfois pour une brève période seulement, ont partagé l’aventure théâtrale de Molière, en province d’abord, de 1646 à 1658, puis à Paris, de 1658 à 1673, dans le cadre d’une compagnie dont le titre ou la dénomination changea plusieurs fois, mais qui se prévalut toujours ou jouit expressément de la protection de grands personnages du royaume, à savoir successivement Bernard de Nogaret de La Valette, duc d'Épernon et gouverneur de Guyenne, Armand de Bourbon, prince de Conti, Philippe d’Orléans, dit Monsieur, frère unique du roi, enfin Louis XIV.

## En province
À l'automne 1645, la tentative de l'Illustre Théâtre pour s'implanter dans la capitale étant entravée par les dettes, les procès et les scellés sur les portes de la salle, la troupe tente de laisser passer l'orage en faisant une petite tournée dans l'ouest du royaume. Au mois d'octobre, on découvre « les comédiens du Théâtre illustre » passant contrat à Nantes avec des voituriers pour conduire tout leur bagage à Rennes, « faubourg saint-Michel, au Jeu de paume du Cheval noir ». Mais on n'en sait pas plus et on les retrouve à Paris en décembre, faisant de nouveau face à des procédures,. C'est durant le relâche de Pâques 1646 que Joseph, Madeleine et Geneviève Béjart ainsi que Molière sont engagés par la plus réputée des « troupes de campagne », dirigée par Charles Dufresne et protégée et entretenue alors par le puissant duc d’Épernon, gouverneur de Guyenne. 

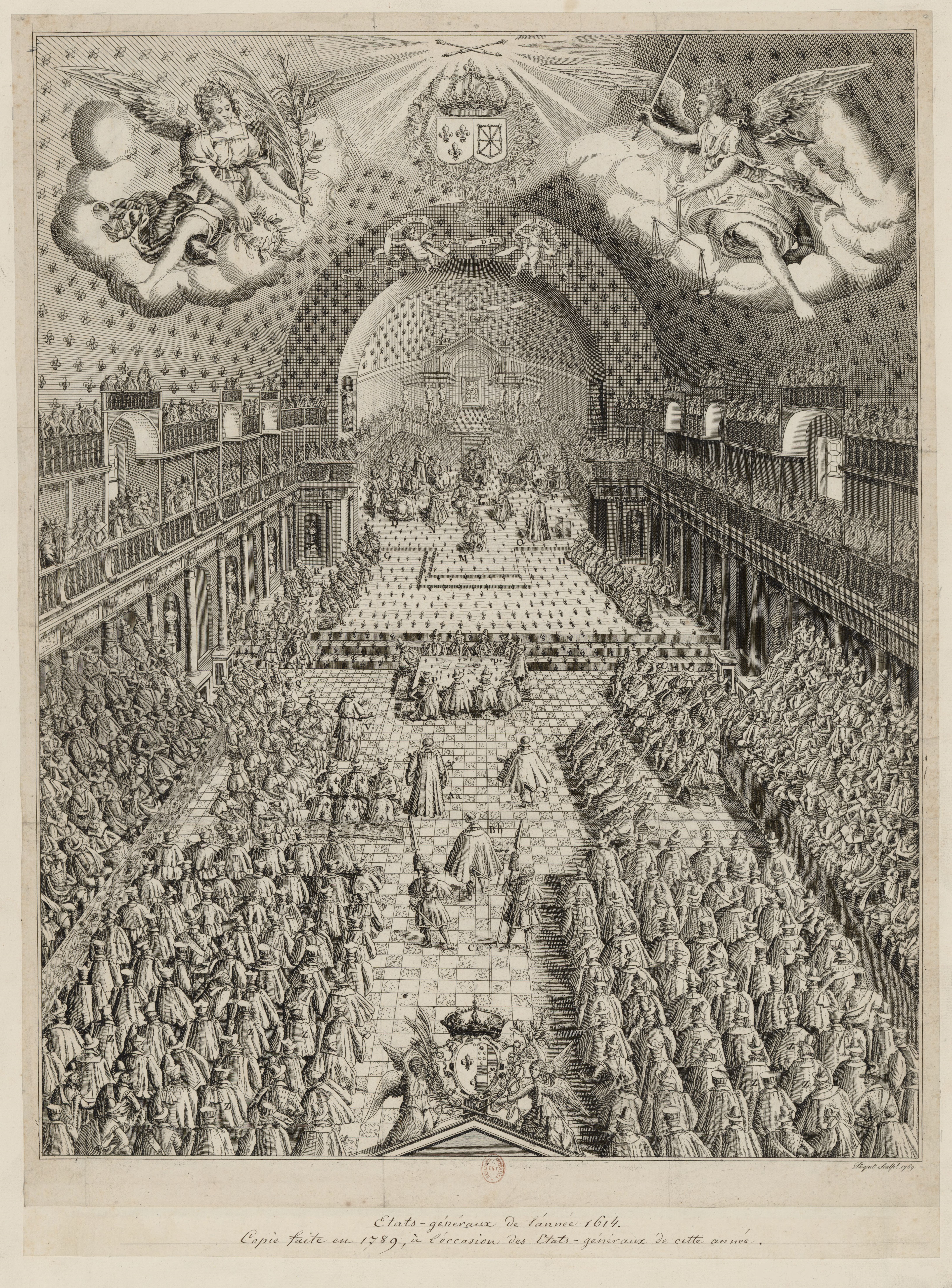
Les pérégrinations de Molière et ses camarades dans les provinces du royaume de France.

Entre 1646 et l'été 1658, cette troupe, dont la composition connaîtra des variations qu'il est difficile de décrire avec précision, et dont le répertoire, à quelques titres près, nous est inconnu, parcourra avec un succès grandissant une bonne partie du royaume (l'Anjou, le Poitou, la Guyenne, le Languedoc, le Dauphiné et la Bourgogne).
Ces douze années d'itinérance (on a parlé d'« errance », de « voyage », de « courses », de « tournées ») ont donné lieu à de nombreuses légendes, la plupart forgées et nourries par la ferveur moliériste du XIXe siècle, mais une cinquantaine de documents administratifs ou notariés et quelques témoignages contemporains fournissent des informations qui, pour être rares, n'en permettent pas moins d'esquisser une chronologie, de dessiner un parcours et d'en marquer les étapes, de manière partielle mais sûre.
1646

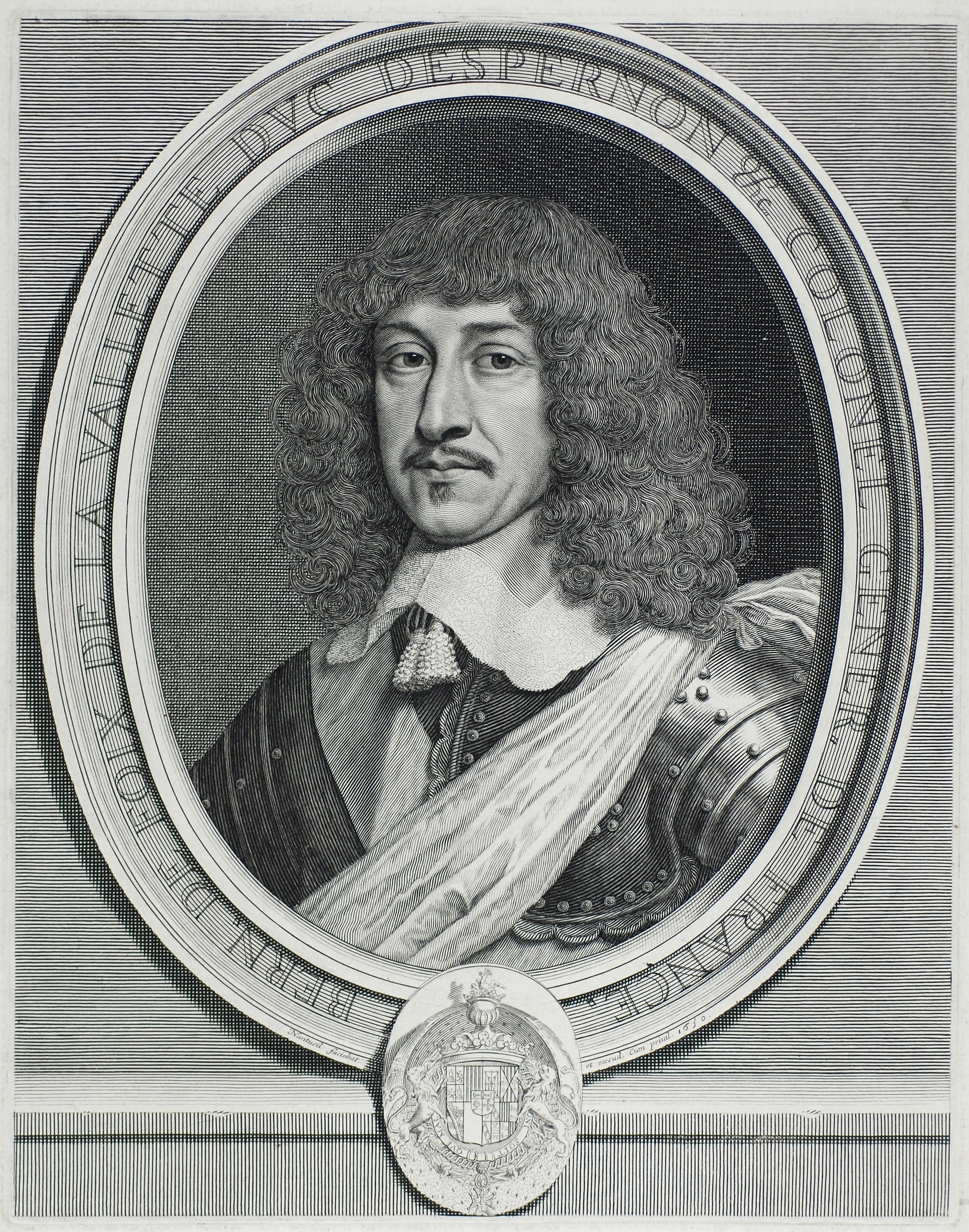
Bernard de Nogaret de La Valette, duc d'Épernon (1592-1661), gravure sur cuivre de Robert Nanteuil.

12 mai : Un document notarié atteste la présence à Nantes des « comédiens du seigneur duc d'Épernon », qui s'apprêtent alors à partir pour Rennes.
1647
Dans la seconde moitié de juillet, la troupe joue devant le comte d'Aubijoux, lieutenant du roi en Languedoc, lors de son arrivée à Agen.
Octobre : La troupe est à Carcassonne. Dans une lettre adressée aux consuls d'Albi, le comte de Breteuil, intendant du Languedoc, leur recommande la troupe du duc d'Épernon, « remplie de fort honnêtes gens et de très bons artistes, qui méritent d'être récompensés de leurs peines ».
1648
23 avril : la « troupe du sieur Dufresne » arrive à Nantes, où elle séjournera jusqu'au début de l'été. C'est le « sieur Morlierre (sic), l'un des comédiens de la troupe » qui est venu en demander l'autorisation aux édiles municipaux. Et c'est la première fois que son nom apparaît dans la documentation depuis son départ de Paris.
1er décembre : obsèques, à Poitiers, de Madeleine de Varannes, femme de Charles Dufresne.
1649
4 mai : les capitouls de Toulouse font payer 75 livres « au sieur Dufresne et autres comédiens de sa troupe », pour avoir joué la comédie lors de l'arrivée dans la ville du comte du Roure, lieutenant général pour le roi en Languedoc.
En décembre, la troupe joue à Narbonne. Son séjour dans cette ville se prolongera au moins qu'à la mi-janvier suivante.
1650
Au cours du mois de février, la troupe se produit à Agen par ordre du duc d'Épernon.  
À partir de juillet, le duc d'Épernon ayant échangé son gouvernement de Guyenne contre celui de Bourgogne, la troupe cesse de porter son nom et de bénéficier de sa protection. 

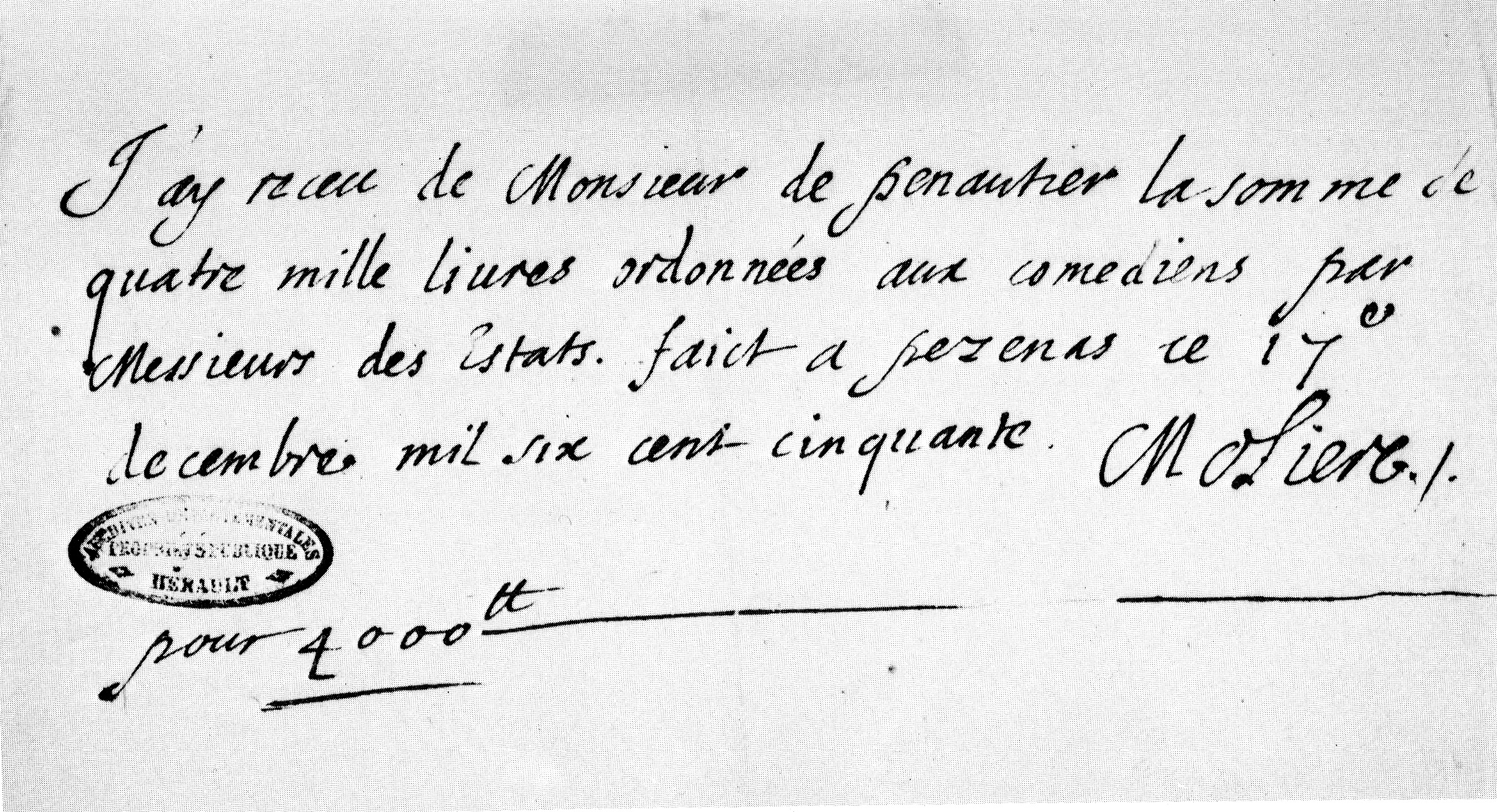
Quittance donnée par Molière au nom des comédiens à « Messieurs des États ». Pézenas, 17 décembre 1650 (Archives départementales de l'Hérault).

Du 24 octobre au 14 janvier suivant, les États de Languedoc se tiennent à Pézenas, présidés par le comte de Bioules. La troupe se produit dans ce cadre pour un ensemble des représentations qui lui seront payées 4 000 livres, dont Molière donne quittance le 17 décembre au trésorier de la bourse de Languedoc.
1651
Aucun document ne subsiste concernant les activités de la troupe au cours de cette année. En revanche, une quittance donnée par Molière à son père, atteste sa présence à Paris au début du printemps.
1652
Août : la troupe est à Grenoble.
Décembre : la troupe est à Lyon, où elle restera jusqu'au printemps et peut-être à l'été suivants.
1653
Février : à Lyon, René Du Parc épouse Marquise Thérèse de Gorla. Parmi les signataires du contrat et de l'acte de mariage figurent Molière, Dufresne et Pierre Réveillon.

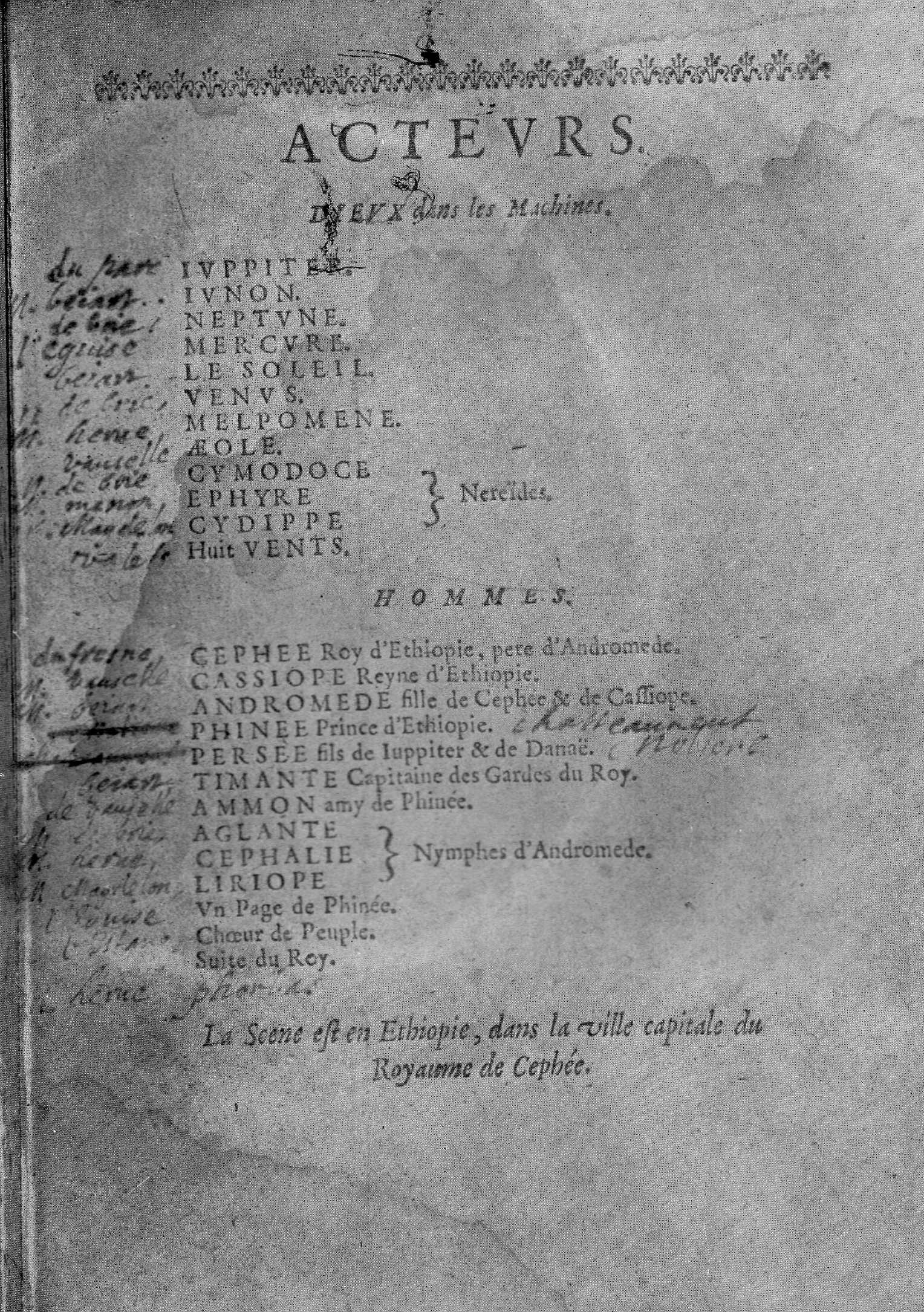
Liste des personnages d'Andromède de Corneille (édition de 1651), avec en marge les noms des comédiens qui tenaient les rôles à Lyon en 1652-1653.

Au cours de son séjour à Lyon, la troupe donne des représentations d'Andromède, tragédie à machines de Pierre Corneille, créée en janvier 1650 et dont D'Assoucy a composé la musique. On connaît la distribution de ces représentations lyonnaises par un exemplaire de l'édition de 1651 (voir ci-contre), dans lequel on a écrit, à côté du nom de chaque personnage, le nom de l'acteur qui le représente. Outre les noms de Molière, de Madeleine Béjart, de sa sœur Geneviève, de Dufresne, de Du Parc, des époux De Brie, figurent dans cette liste une certaine « Menou », en qui la plupart des historiens croient reconnaître Armande Béjart, « L'Estang », nom de théâtre du pâtissier Cyprien Ragueneau célébré par D'Assoucy, « le sieur de Vauselle », autrement dit Jean-Baptiste L'Hermite, frère du poète et dramaturge Tristan L'Hermite, dont l'Illustre Théâtre a créé en 1644-45 La Mort de Chrispe et La Mort de Sénèque.
C'est également au cours de ce séjour lyonnais que Molière aurait fait représenter sa première « grande comédie », L'Étourdi ou les Contretemps.
Septembre : la troupe joue pour la première fois devant le prince de Conti dans son château de La Grange des Prés à Pézenas, où il est arrivé en août venant de Bordeaux. Dès lors et pendant près de trois ans, basés à Pézenas, Molière et ses camarades pourront se parer du titre de « comédiens du prince de Conti ». Il existe, sur cette période, un témoignage particulièrement intéressant et très rarement cité, celui de l'abbé Joseph de Voisin, l'un des aumôniers du prince. Ayant fait paraître, en 1667, le Traité de la Comédie et des spectacles, selon la tradition de l'Église tirée des Conciles et des Saints Pères, que son défunt maître avait composé vers la fin de sa vie, il lui donnera, cinq ans plus tard, un prolongement dans une volumineuse Défense, où il évoque les rapports presque amicaux qui s'étaient établis entre le futur dévot membre de la Compagnie du Saint-Sacrement et le futur auteur du Tartuffe et du Festin de Pierre : 
« Monseigneur le prince de Conti avait eu en sa jeunesse tant de passion pour la comédie qu’il entretint longtemps à sa suite une troupe de comédiens, afin de goûter avec plus de douceur le plaisir de ce divertissement ; et ne se contentant pas de voir les représentations du théâtre, il conférait souvent avec le chef de leur troupe, qui est le plus habile comédien de France, de ce que leur art a de plus excellent et de plus charmant. Et lisant souvent avec lui les plus beaux endroits et les plus délicats des comédies tant anciennes que modernes, il prenait plaisir à les lui faire exprimer naïvement, de sorte qu’il y avait peu de personnes qui pussent mieux juger d’une pièce de théâtre que ce prince. »

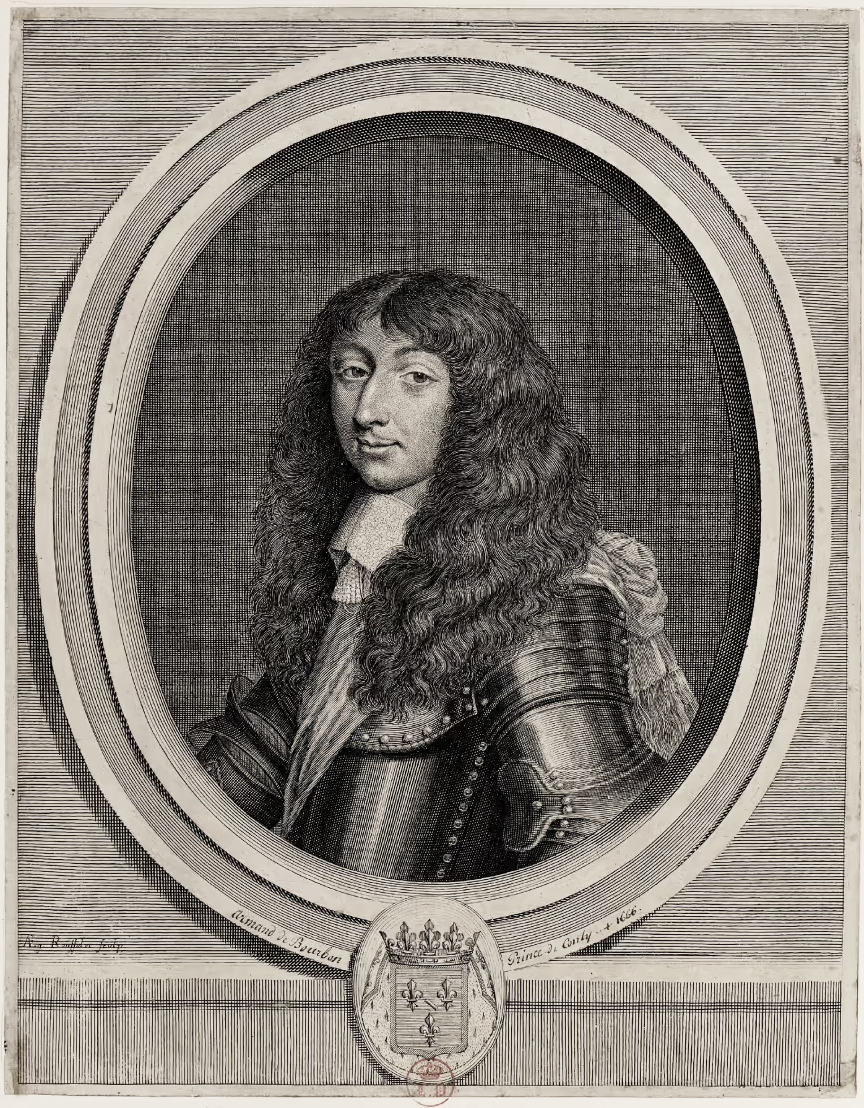
Armand de Bourbon, prince de Conti (1629-1666)

Du 16 décembre au 21 mars suivant, les États de Languedoc se tiennent à Montpellier, présidés par le comte de Bioules.
1654
Le prince de Conti passe l'année entière loin de Pézenas et du Languedoc, à Paris d'abord, où en février il épouse Anne-Marie Martinozzi, nièce du cardinal Mazarin, puis en Catalogne, où il conduit les armées du roi. Les très rares documents concernant sa troupe donnent à penser que pendant cette période elle a fait de Lyon son centre de rayonnement. 
Du 7 décembre au 14 mars suivant, les États de Languedoc se tiennent à Montpellier, présidés par le prince de Conti.
1655
Février : à Montpellier, pendant le carnaval, le Ballet des Incompatibles est dansé devant le prince et la princesse de Conti.  
Au début d'avril, la troupe en part pour Lyon, où elle séjournera cinq ou six mois. 
Du 4 novembre 1655 au 22 février suivant, se tiennent à Pézenas les États de Languedoc, présidés par le prince de Conti, dont la troupe est appelée à y donner la comédie. Elle recevra pour ce séjour une gratification de 6 000 livres. 
1656
26 février-3 mai: Narbonne
15 août - 5 décembre : Bordeaux
9 décembre : La troupe est à Agen.
En décembre, Molière et ses camarades se produisent à Béziers, où les États de Languedoc ont été ouverts le 17 novembre par le comte de Bioules, lieutenant général du roi pour le Bas-Languedoc. Mais ils n'y jouent pas en tant que « troupe du prince de Conti ». Ce dernier, qui se trouve alors à Paris, leur a semble-t-il d'ores et déjà retiré sa protection, et les députés des États, à qui ils font distribuer des billets de faveur « dans l'espérance de retirer quelque gratification », donnent ordre pour que leur soit refusée toute rétribution, directe ou indirecte,. C'est au cours de ce séjour, s'il faut en croire La Grange, qu'est créé Le Dépit amoureux, deuxième « grande comédie » de Molière.
1657
6 février - 4 juin : Lyon
15 mai : le prince de Conti écrit de Lyon à son confesseur Gabriel de Ciron : «  Il y a des comédiens ici qui portaient mon nom autrefois. Je leur ai fait dire de le quitter et vous croyez bien que je n'ai eu garde de les aller voir… »
15 juin - 28 août : Dijon
24 décembre - 31 décembre :Lyon 
1658
Janvier - 27 février : Lyon

Mars : la troupe est à Grenoble pendant le carnaval. Les auteurs de la préface aux œuvres de Molière publiées en 1682 écriront : 
« En 1658, ses amis lui conseillèrent de s'approcher de Paris, en faisant venir sa troupe dans une ville voisine. C'était le moyen de profiter du crédit que son mérite lui avait acquis auprès de plusieurs personnes de considération, qui, s'intéressant à sa gloire, lui avaient promis de l'introduire à la cour. Il avait passé le carnaval à Grenoble, d'où il partit après Pâques, et vint s'établir à Rouen. »
Les historiens ignorent qui sont les personnes suffisamment bien en cour pour y « introduire » Molière et ses camarades. On a cité avec quelque vraisemblance le nom de Daniel de Cosnac, autrefois attaché à la maison du prince de Conti. Nommé évêque de Valence en juin 1654, il séjournait à Grenoble à la même période que la troupe et devait, quelque temps plus tard, acheter la charge de premier aumônier de Monsieur, c'est-à-dire Philippe d'Anjou, frère du roi et futur duc d'Orléans.
20 juin - 12 juillet : Rouen

## À Paris
Autant les douze années de province (1646-1658) sont peu ou mal documentées, autant les quatorze années parisiennes qui leur font suite le sont abondamment et précisément. 

### La troupe de Monsieur

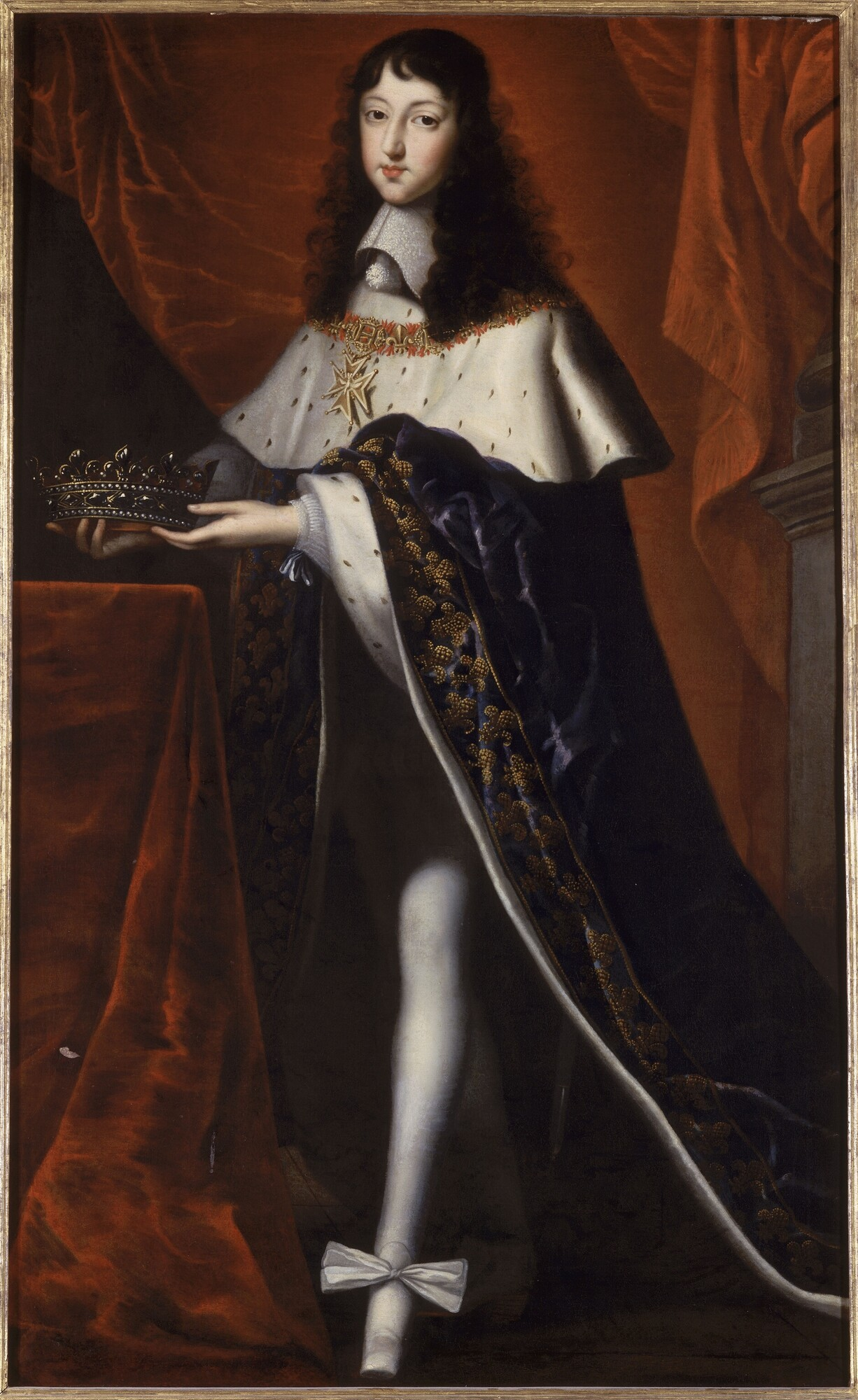
Philippe de France, duc d'Anjou puis d'Orléans (1640-1701), dit Monsieur, dans l'habit qu'il portait en 1654 lors du sacre de son frère Louis XIV.

Dans le courant du mois d'octobre 1658, Molière et ses camarades arrivent à Paris. La Grange, qui ne fait pas encore partie de la troupe, écrira plus tard, sur la première page de son Registre : 
« Le sieur de Molière et sa troupe […] se donnèrent à Monsieur, frère unique du Roi, qui leur accorda l'honneur de sa protection et le titre de ses comédiens, avec 300 livres de pension pour chaque comédien. [en marge : Nota que les 300 livres n'ont pas été payées.] »
La troupe est composée de dix parts égales, auxquelles s'ajoutent les deux livres journalières d'un gagiste. Les comédiens sont : Molière, Joseph Béjart, Louis Béjart, René Du Parc, dit Gros-René, Charles Dufresne et Edme Villequin, dit De Brie ; Madeleine Béjart, Marquise Du Parc, Catherine de Brie et Geneviève Béjart, dite Mlle Hervé.
Le 24 octobre 1658, la troupe de Monsieur joue pour la première fois devant Louis XIV, la reine-mère Anne d'Autriche, et toute la cour, en présence des « grands comédiens » de l'hôtel de Bourgogne. Sur une scène dressée dans la salle des gardes du vieux Louvre, elle donne Nicomède, tragédie de Pierre Corneille, puis Le Docteur amoureux, « petite comédie » de Molière qui n'a pas été conservée.

#### Au Petit-Bourbon
Le 2 novembre 1658, la troupe de Molière se produit pour la première fois sur la scène du Petit-Bourbon, qu'elle occupera pendant deux ans en alternance avec les comédiens italiens.  
Au cours du relâche de Pâques 1659, sa composition est profondément modifiée : Charles Dufresne se retire, les époux Du Parc rejoignent la troupe du Marais (ils n'y resteront qu'un an), et cinq nouveaux comédiens font leur entrée : deux « farceurs » âgés d'une soixantaine d'années : Julien Bedeau, dit Jodelet, et son frère François, dit L'Espy, qui viennent du Marais ; deux comédiens aptes à tenir les rôles de jeunes premiers et qui ont tous deux commencé leur carrière en province : Charles Varlet de La Grange (vingt-trois ans) et Philibert Gassot, dit Du Croisy (une trentaine d'années), et Marie Claveau, femme de Du Croisy, qui ne tiendra que des rôles de figuration. Quelques semaines plus tard, Joseph Béjart meurt. 
Le 2 novembre 1659, premier anniversaire de ses débuts au Petit-Bourbon, la troupe donne la première représentation de la « petite comédie » des Précieuses ridicules de Molière.
Le 11 octobre 1660, Antoine de Ratabon, surintendant des bâtiments du roi, donne l'ordre d'entamer les travaux de démolition du Petit-Bourbon, pour faire place à la future colonnade du Louvre. Une nouvelle salle, située dans le Palais-Royal, demeure de Philippe d'Orléans et Henriette d'Angleterre, est mise à la disposition de la Troupe de Monsieur, qui la partagera, là encore, avec les comédiens italiens.
Cet épisode fait l'objet d'un long commentaire dans le registre de La Grange : 
« Le lundi 11 octobre, le théâtre du Petit Bourbon commença à être démoli par M. de Ratabon, surintendant des bâtiments du roi, sans en avertir la troupe, qui se trouva fort surprise de demeurer sans théâtre. On alla se plaindre au roi, à qui M. de Ratabon dit que la place de la salle était nécessaire pour le bâtiment du Louvre, et que, les dedans de la salle, qui avaient été faits pour les ballets du roi, appartenant à Sa Majesté, il n’avait pas cru qu’il fallait entrer en considération de la comédie pour avancer le dessein du Louvre. La méchante intention de M. de Ratabon était apparente. Cependant, le roi, à qui la troupe avait le bonheur de plaire, fut gratifiée par Sa Majesté de la salle du Palais-Royal, Monsieur l’ayant demandée pour réparer le tort qu’on avait fait à ses comédiens, et le sieur de Ratabon reçut un ordre exprès de faire les grosses réparations de la salle du Palais-Royal […] La troupe, en butte à toutes ces bourrasques, eut encore à se parer de la division que les autres comédiens de l’Hôtel de Bourgogne et du Marais voulurent semer entre eux, leur faisant diverses propositions pour en attirer les uns dans leur parti, les autres dans le leur. Mais toute la troupe de Monsieur demeura stable : tous les acteurs aimaient le sieur de Molière, leur chef, qui joignait à un mérite et une capacité extraordinaires une honnêteté et une manière engageante qui les obligea tous à lui protester qu’ils voulaient courre sa fortune et qu’ils ne le quitteraient jamais, quelque proposition qu’on leur fît et quelque avantage qu’ils pussent trouver ailleurs. Sur ce fondement, le bruit se répandit dans Paris que la troupe subsiste, qu’elle s’établit au Palais-Royal avec la protection du Roi et de Monsieur. »

#### Au Palais-Royal
20 janvier 1661 : la troupe inaugure la salle rénovée du Palais-Royal, avec Le Dépit amoureux et Le Cocu imaginaire. Les représentations se succèdent sans interruption, soit dans cette salle devant le public de la Ville, soit devant la Cour, dans les résidences royales (le Louvre, Fontainebleau, Saint-Germain, Versailles, Chambord, etc.), soit encore chez des particuliers (ministres, gens d'affaires, grands seigneurs).

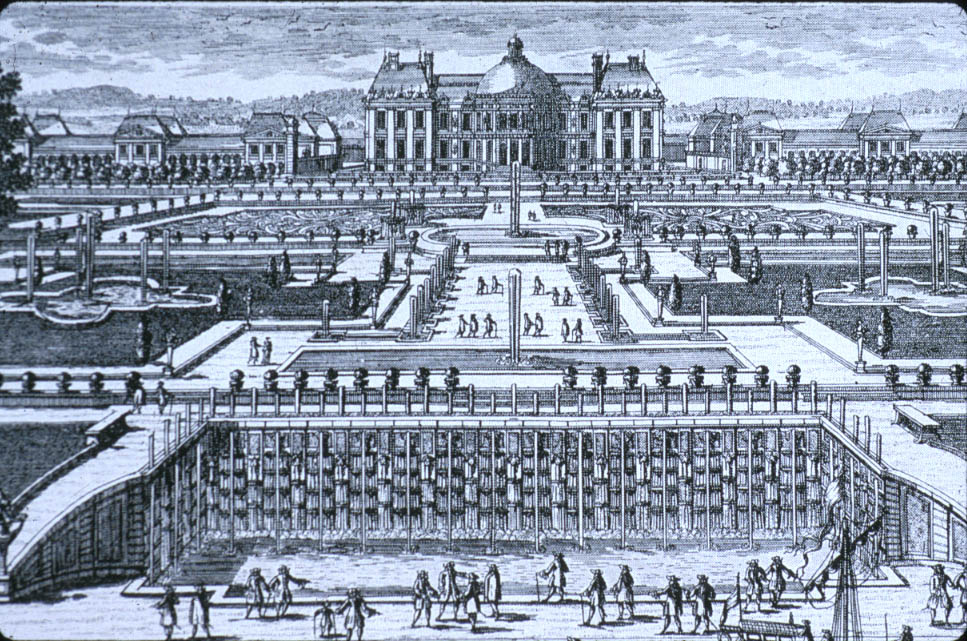
Le château et les jardins de Vaux-le-Vicomte.

Du 15 au 20 août, la troupe est à Vaux-le-Vicomte, où l'a mandée le surintendant Fouquet. Elle y crée, devant Louis XIV et sa cour, Les Fâcheux, première comédie-ballet de Molière, dont les entrées ont été réglées par Pierre Beauchamp et la musique composée par Lully. 
Le 15 février 1665, la troupe donne la première représentation du Festin de Pierre de Molière, qui connaît quinze représentations triomphales avant le relâche de Pâques. 
13 juin 1665 : la troupe de Monsieur est mandée à Versailles pour y jouer La Coquette ou Le Favori, tragi-comédie de Marie-Catherine Desjardins qu'elle donne au Palais-Royal sans grand succès depuis quelques semaines. Louis XIV prend la troupe sous sa protection directe. Elle se nommera désormais « La Troupe du Roy au Palais-Royal ».

### La troupe du Roi au Palais-Royal
Le 17 février 1672, tandis que la troupe séjourne à Saint-Germain-en-Laye, où elle donne la comédie-ballet de La Comtesse d'Escarbagnas, Madeleine Béjart, qui avait été la camarade de scène et longtemps la compagne de Molière depuis le début des années 1640, meurt, âgée de cinquante-quatre ans, dans son appartement de la place du Palais-Royal. Malade depuis quelque temps, elle avait fait son testament le 9 janvier précédent. Ayant signé le fameux acte de renonciation à la profession de comédienne, elle avait pu recevoir les derniers sacrements, et elle est inhumée chrétiennement, le 19, à côté de sa mère, Marie Hervé, sous les charniers de l'église Saint-Paul.

## De la troupe de Molière à la Comédie-Française
Molière, chef de cette troupe, à la fois comédien et auteur, était l'« âme » de la troupe. Sa mort, le 17 février 1673, entraîne un bouleversement de la vie théâtrale à Paris. Au cours du relâche de Pâques, quatre des meilleurs comédiens de la troupe : La Thorillière, Baron, et les époux Beauval, la quittent pour rejoindre l'Hôtel de Bourgogne. Après avoir consigné ces défections dans son Registre, La Grange note sobrement : « Ainsi la Troupe de Molière fut rompue »

### La troupe du Roi à l'hôtel de Guénégaud

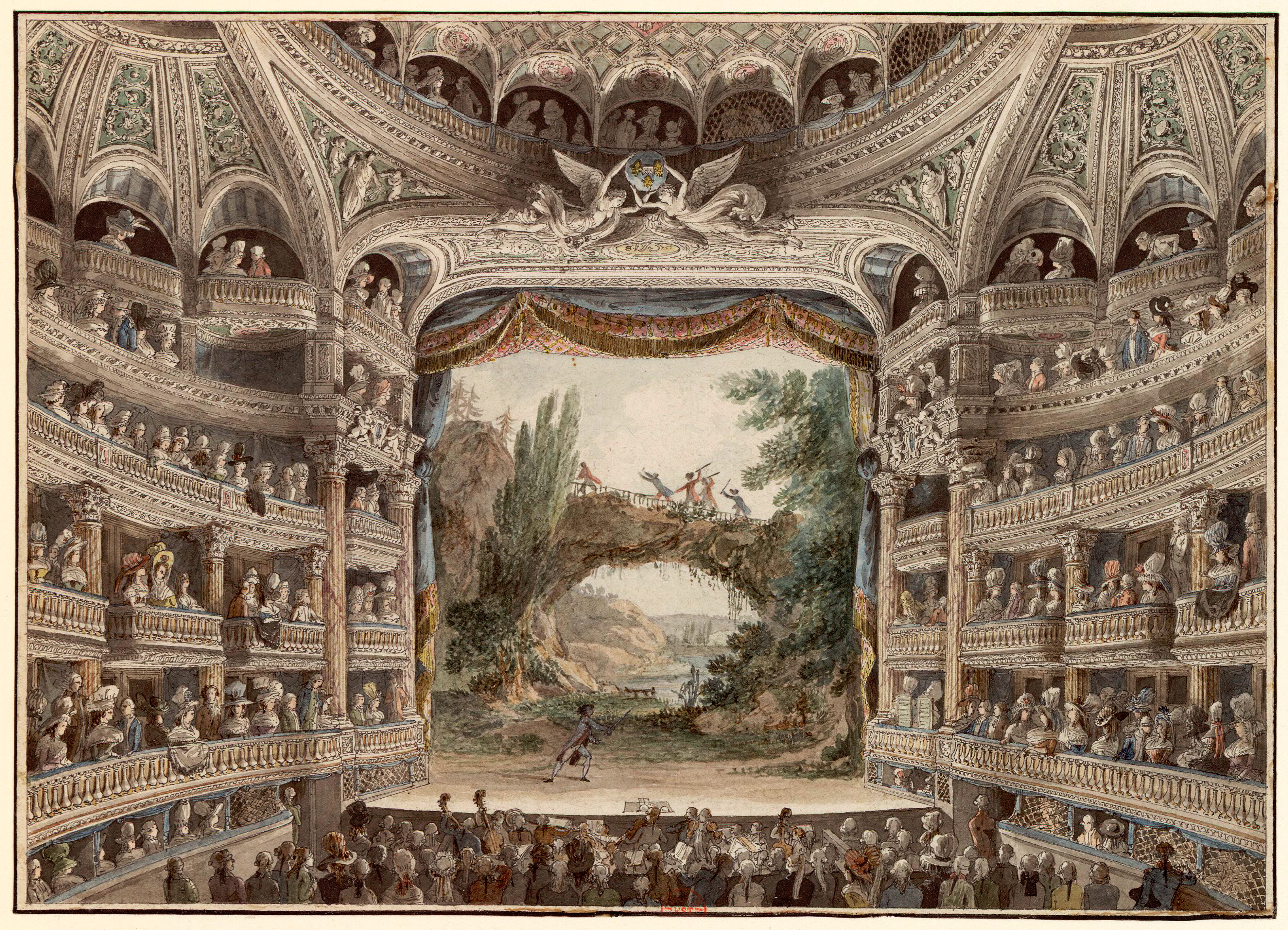
Intérieur de la Comédie-Française en 1790.

Armande Béjart, qui a trente-et-un ans, et La Grange, ancien bras droit de Molière, entreprennent de sauver la troupe. Ils commencent par engager le comédien Rosimond, jusqu'alors au Marais, pour reprendre les rôles tenus par Molière, et ils louent rue Guénégaud le théâtre où deux ans plus tôt a été créé la Pomone de Cambert et Perrin, premier opéra français ; par l'intermédiaire de son beau-frère André Boudet, Armande prête à la troupe la somme pour racheter le droit au bail et une partie du coût des décors et des machines, que réclament le marquis de Sourdéac et son associé le sieur de Champeron pour leur céder la salle. 
Grâce à la dissolution de la troupe du Marais, tous les acteurs doivent rejoindre par décret royal l'ancienne troupe de Molière, dite depuis 1665 Troupe du Roy, et désormais forte de dix-neuf comédiens et comédiennes. Le 9 juillet 1673, « la troupe du roi en son hôtel de la rue Guénégaud » ouvre la nouvelle saison avec Le Tartuffe. Armande figure la première dans la liste des comédiennes. La troupe compte dix-sept parts et demie, certains comédiens et comédiennes n'ayant que des demi-parts. 
En 1677, Armande commande à Thomas Corneille une adaptation en vers du Festin de Pierre de Molière, « purgée » de tout ce qui avait scandalisé le sieur de Rochemont lors de la création de la pièce en 1665.

### Création de la Comédie-Française
En 1680, la fusion, ordonnée par Louis XIV, de la troupe du Roy à l'hôtel de Guénégaud avec celle de l'hôtel de Bourgogne donne naissance à la Comédie Française.

## Comédiens
Les notices les plus complètes, les plus sérieuses et les mieux sourcées concernant les comédiens qui ont travaillé avec Molière entre 1643 et 1673 sont celles de Georges Mongrédien et Robert dans le Dictionnaire des comédiens français du XVIIe siècle, et celles de Madeleine Jurgens et Elizabeth Maxifield-Miller dans Cent ans de recherches sur Molière.
- Madeleine Béjart[23]: cofondatrice de l'Illustre Théâtre, entre dans la troupe de Dufresne en même temps que Molière, et reste à ses côtés jusqu’à sa mort en février 1672 ;
- Joseph Béjart : cofondateur de l'Illustre Théâtre, entre dans la troupe de Dufresne en même temps que Molière, meurt en mai 1659 peu après son arrivée à Paris ;
- Geneviève Béjart : cofondatrice de l'Illustre Théâtre, entre dans la troupe de Dufresne en même temps que Molière et y reste jusqu’à sa mort en 1675 ;
- Jean-Baptiste Poquelin, dit Molière : cofondateur de l'Illustre Théâtre, il tient les fonctions de comédien, orateur (jusqu'en septembre 1664) et dramaturge, fait partie de la troupe jusqu’à sa mort en 1673. Premiers rôles comiques ;
- Charles Dufresne[24] : chef de la troupe du duc d'Épernon, il en cède peu à peu la direction à Molière vers 1650 et quitte la troupe à Pâques 1659, peu après l’arrivée à Paris, pour prendre sa retraite. Seconds rôles tragiques ;
- Pierre Réveillon, dit Châteauneuf : entré vers 1647, il y est resté jusqu'à sa mort en 1656 ;
- René Berthelot, dit Du Parc[25] : il appartient à la troupe de Dufresne dès 1647 et peut-être avant ; au relâche de Pâques 1659, il quitte avec sa femme la « troupe de Monsieur » pour la troupe du Marais ; il y revient l'année suivante et y reste jusqu’à sa mort, le 28 octobre 1664. Rôles de valets, créa le personnage de Gros-René ;
- Marquise-Thérèse de Gorla, dite Mlle Du Parc : arrivée en 1653, quand la troupe était à Lyon, absence d’un an avec son mari en 1659-1660, quitte définitivement pendant le relâche de Pâques 1667 pour la troupe de l'Hôtel de Bourgogne. Rôles de grandes coquettes, premiers rôles tragiques (dans les pièces de Racine) ;
- Edme Villequin, dit De Brie[26] : arrivé dans la troupe vers 1650, reste dans la troupe jusqu’à son décès en 1676. Rôles d’utilités, jugé comédien médiocre ;
- Catherine Leclerc du Rosé, dite Mlle De Brie[23] : arrivée dans la troupe avant janvier 1650, elle y reste au-delà de la réunion de 1680. En 1685, elle reçoit l’ordre de se retirer. Elle meurt en janvier 1706. Rôles d’ingénues ;
- Louis Béjart : arrivé vers 1650 dans la troupe de Dufresne, il se retire en 1670, âgé de quarante ans. Pensionné par la troupe, il meurt en octobre 1678. Rôles de grimes, de duègnes et de valets ;
- Charles Varlet de La Grange[27] : entre dans la troupe pendant le relâche de Pâques 1659, y reste jusqu'à sa mort en 1692. À partir de novembre 1664, il remplace Molière comme "orateur" de la troupe. Rôles de jeunes premiers, d’amoureux, de marquis ; réputé excellent acteur ;
- Marie Ragueneau de l’Estang, dite Mlle La Grange : entre dans la troupe vers 1653. Selon Grimarest, elle aurait été femme de chambre de Mlle de Brie. Elle épouse La Grange en 1672, se retire en 1692. Elle meurt le 2 février 1727. Rôles de figurantes et de paysannes, jugée comédienne médiocre ;
- Philibert Gassot, dit Du Croisy[23] : entré dans la troupe avec sa femme au cours du relâche de Pâques 1659 et y reste au-delà de la réunion de 1680. Se retire en 1689 et meurt le 3 mai 1695. Rôles de pédants. Crée le personnage de Tartuffe ;
- Marie Claveau, dite Mlle Du Croisy : entrée dans la troupe en 1659 avec son mari, elle est exclue de la troupe pendant le relâche de 1665. Elle meurt en septembre 1703. Comédienne jugée « au-dessous du médiocre » ;
- Julien Bedeau, dit Jodelet : entré en 1659 avec son frère L'Espy, mort en 1660. Créateur du rôle du valet Jodelet ;
- François Bedeau, dit L'Espy : arrivé en 1659 avec son frère Jodelet (échange avec le couple Du Parc), quitte en 1663 pour prendre sa retraite. Créateur du rôle de Gorgibus, rôles de raisonneurs ;
- Armande-Grésinde-Claire-Élisabeth Béjart, dit Mlle Molière : entre officiellement dans la troupe pendant le relâche de Pâques 1662, en fait partie au-delà de la réunion de 1680, se retire en 1694 et meurt en 1700. Rôles d’ingénues et de grandes coquettes ;
- Guillaume Marcoureau, dit Brécourt[23] : entré en 1662, venant de la troupe du Marais, départ en 1664 pour l’Hôtel de Bourgogne. Rôles de paysans, de rois et de raisonneurs ;
- François Le Noir, sieur de La Thorillière[23] : entré en 1662, venant de la troupe du Marais, il quitte la troupe en 1673, après la mort de Molière, pour l’Hôtel de Bourgogne. Rôles de marquis et de raisonneurs.
- André Hubert : entré dans la troupe en 1664 à la place de Brécourt, il y restera au-delà de la réunion de 1680. Se retire en 1685 et meurt en décembre 1700. Rôles de paysans, de rois et de vieilles femmes ;
- Michel Boyron dit Baron : entré en avril 1670. Fait un premier séjour dans la troupe de février à décembre 1666 (il a douze ans, et arrive de la troupe des petits comédiens du Dauphin), puis entre pour une part en 1670, venant de la troupe des comédiens du duc de Savoie; quitte la troupe après la mort de Molière, pour l’Hôtel de Bourgogne. Il crée Myrtil de Mélicerte et l'Amour dans Psyché ;
- Jean Pitel, dit Beauval : arrivé en 1670 avec sa femme Jeanne Beauval, venant de la troupe itinérante des comédiens du duc de Savoie, quitte la troupe en 1673, à la mort de Molière, pour l’Hôtel de Bourgogne. Retiré en 1704, il meurt en décembre 1709. Rôles de niais et de valets.
- Jeanne Olivier Bourguignon, épouse Pitel, dite Mlle Beauval[23] : arrivée en 1670 avec son époux, venant de la troupe des comédiens du duc de Savoie, quitte la troupe après la mort de Molière, pour l’Hôtel de Bourgogne. Retirée en 1704, elle meurt en mars 1720. Rôles de soubrettes. Elle crée Nicole dans Le Bourgeois gentilhomme. Appréciée pour son rire communicatif.

## Répertoire
Le répertoire de la troupe, comme celui de toutes les troupes du XVIIe siècle, comprenait autant de pièces comiques (« grandes comédies » en cinq actes et en vers, « petites comédies », farces) que de pièces sérieuses (tragédies et tragi-comédies). Entre le relâche de Pâques 1659 et le 2 novembre suivant (date de la création des Précieuses ridicules, première pièce de Molière créée à Paris), les pièces jouées au Petit-Bourbon furent les suivantes :
Tragédies :
- Héraclius, de Pierre Corneille
- Le Cid, de Pierre Corneille
- Cinna, de Pierre Corneille
- La Mort de Pompée, de Pierre Corneille
- Horace, de Pierre Corneille
- Rodogune, de Pierre Corneille
- La Mariane, de Tristan L'Hermite
- La Mort de Chrispe, de Tristan L'Hermite
- La Mort de Sénèque, de Tristan L'Hermite
- Alcionée, de Pierre Du Ryer
- Scévole, de Pierre du Ryer
- Venceslas, de Jean Rotrou
- Zénobie, reine de Palmyre, de Jean Magnon

Comédies
- L'Étourdi ou les Contretemps, de Molière
- Le Dépit amoureux, de Molière
- Le Menteur, de Pierre Corneille
- Dom Bertran de Cigarral, de Thomas Corneille
- Le Geôlier de soi-même ou Jodelet prince, de Thomas Corneille
- Le Parasite, de Tristan L'Hermite
- L'Héritier ridicule ou la Dame intéressée, de Paul Scarron
- Don Japhet d’Arménie, de Paul Scarron
- Jodelet ou le Maître valet, de Paul Scarron
- Le Campagnard, de Gillet de La Tessonerie
- La Folle Gageure ou Les Divertissements de la comtesse de Pembroc , de François Le Métel de Boisrobert
- Les Visionnaires, de Jean Desmarets de Saint-Sorlin.
- Le Gouvernement de Sancho Pansa, de Guyon Guérin de Bouscal.

Farces
- Gros-René écolier, de Molière
- Le Médecin volant, de Molière

C’est vraisemblablement le répertoire qui avait été joué les années précédentes en province. On remarque qu’il y a plus de tragédies que de comédies et qu’il n’y a que deux pièces de Molière. Plusieurs de ces auteurs sont quasiment oubliés aujourd'hui, mais Molière s’en inspira pour ses œuvres suivantes. En 1673, à sa mort, le répertoire comportait environ 90 pièces, dont une trentaine de lui.

## Représentation au cinéma
- Molière, film d'Ariane Mnouchkine (1978).
- Marquise, film de Véra Belmont (1997).